# Karin Langebo
Karin Hillevi Langebo, sist folkbokförd Langebo-Lilliebjörn, född 5 oktober 1927 i Skellefteå landsförsamling, död 27 november 2019, var en svensk operasångerska (sopran) och harpist.

## Biografi
Karin Langebo växte upp i en musikalisk familj. Fadern var organist och körledare, modern var kyrkosångare. Hon sjöng tidigt i kyrkokören med sin mor och sin syster. 1946 påbörjade hon sin utbildning på Musikhögskolan i Stockholm: sång 1946–1951, operaklassen 1951–1953 och harpa 1947–1953. Langebo avlade musiklärarexamen 1951 och musikpedagogexamen i sång 1974. Dessutom genomgick hon utbildningar i Paris, Wien och Salzburg.
Hon debuterade 1956 på Drottningholmsteatern som Ninetta i Mozarts opera buffa La finita semplice. Därefter följde en stor mängd operaroller på scener i Sverige och utlandet och framträdanden som romans- och konsertsångerska. Som harpist medverkade hon i Sveriges Radios symfoniorkester, Stockholms filharmoniska orkester och Kungliga hovkapellet. Hon hade roller i två tv-serier, Ett resande teatersällskap (1973)  och Dårfinkar & dönickar (1989). 1996 medverkade hon i SVT:s Allsång på Skansen. Langebo  medverkade också i många radioutsändningar och på många skivor.
Karin Langebo gifte sig 1953 med disponent Lars Lilliebjörn.

## Utmärkelser
- 1955: Christina Nilssons stipendium
- 1960: Drottningholmsteaterns vänners förtjänstmedalj
- 1964: Statens konstnärsstipendium
- 1965: Prins Wilhelms 80-årsfond.[10]
- 1973: Stockholms stads kulturstipendium
- 1983: Stockholms läns landstings kulturstipendium.[11]
- 1985: Statlig inkomstgaranti för konstnärer.[12]